# Миттельрайденбах
Миттельрайденбах (нем. Mittelreidenbach) — община в Германии, в земле Рейнланд-Пфальц. 
Входит в состав района Биркенфельд. Подчиняется управлению Херрштайн.  Население составляет 764 человека (на 31 декабря 2010 года). Занимает площадь 5,07 км².